# Poławiacz torped

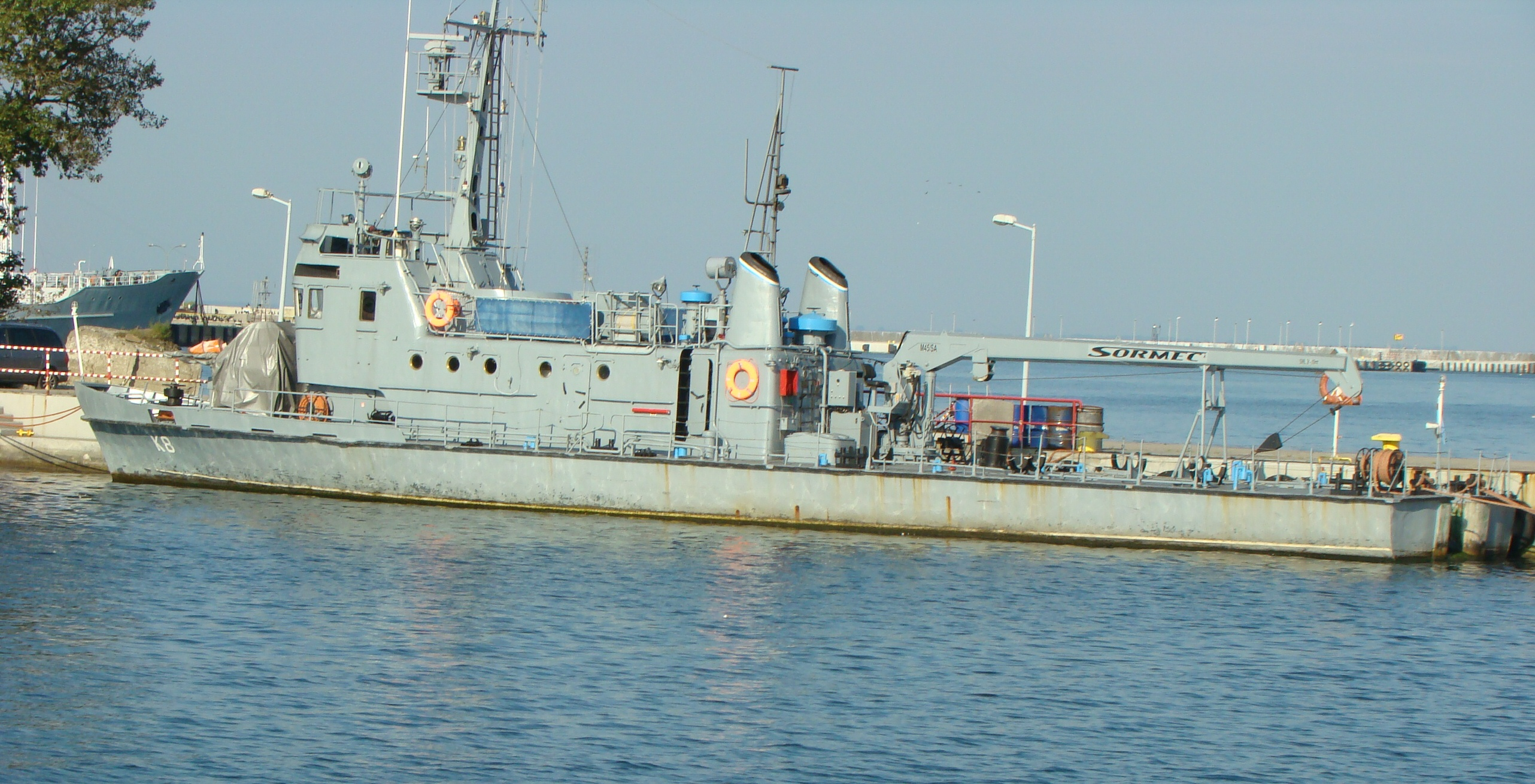
Polski poławiacz torped K-8

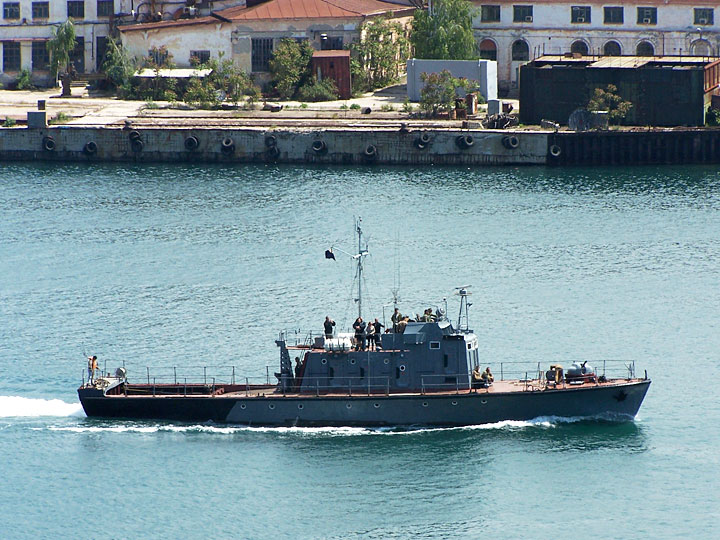
Rosyjski poławiacz torped TL-997 w Sewastopolu

Poławiacz torped – pomocnicza jednostka pływająca służąca do wyławiania z wody wystrzelonych torped ćwiczebnych w celu ich zbadania lub ponownego użycia; niewielkich rozmiarów, wyposażony w odpowiednie dźwigi i pochylnie do wyławiania torped.
Poławiacze torped mogą zwykle służyć również do transportu torped lub do zaopatrywania innych okrętów w torpedy. Zazwyczaj bywają lekko uzbrojone w działka przeciwlotnicze do samoobrony.
Poławiacze torped są nieliczną klasą okrętów, zwłaszcza że obecnie zmniejsza się znaczenie broni torpedowej i liczba okrętów uzbrojonych w wyrzutnie torped.
Polska Marynarka Wojenna posiadała dwa poławiacze torped K-8 i K-11 typu Kormoran, w służbie od 1971.